# Ликка-тян
Ликка-тян (яп. リカちゃん Рика-тян), полное имя Ликка Каяма (香山リカ Каяма Рика) — японская популярная игровая кукла. Впервые она была выпущена в Японии 4 июля 1967 года фирмой Takara, и быстро заработала такую же популярность в Японии как Барби в США. Было продано более 48 миллионов кукол Ликка-тян начиная с 2002 года, и более 53 миллионов в 2007 году.
Кукла Ликка-тян младше Барби, она выглядит как девочка 11 лет. Она ниже ростом и имеет более детское тело с маленькой грудью. Ликка-тян была создана бывшей сёдзё-манга художницей, Мияко Маки, которая также является женой Лейдзи Мацумото. Компания Takara придумали обширную историю для Ликки, в том числе возраст (11 лет), родословную, место учёбы, имена и профессии для её родителей, семью и её любимые книги («Энн из Зеленых крыш» и «Маленькая принцесса»). Ликка также любит Дораэмона.
Внешность Ликки-тян менялась 3 раза после первого выпуска (Ликка первого поколения), в 1972 был введён новый молд (Ликка второго поколения), в 1980 были введены новый молд и более полное тело (Ликка третьего поколения), и в 1988 году был создан 4-й молд (Ликка четвёртого поколения) который используется и в наши дни. Был также создан 5-й молд, но он был снят с производства из-за низкой популярности.
В 2001 году была выпущена версия беременной взрослой Ликки-тян, к которой прилагалась открытка которую покупатель мог отправить фирме Takara чтобы получить игрушечного младенца для Ликки и ключ с помощью которого отстёгивался живот. Выпуск куклы совпал с рождением Айко, дочери наследного принца Нарухито и наследной принцессы Масако. Этот фактор помог повысить продажи новой куклы.
С 1968 по 1969 года выходила официальная манга под названием «Licca-chan Trio». 29 ноября 2007 года в Японии была выпущена видеоигра «Ликка-тян» для Nintendo DS. Эта игра была позже выпущена в США 14 октября 2008 года под названием «Прекрасная Лиза». Кукла привлекла внимание коллекционеров со всего мира, в России тоже существует сообщество её любителей. Кукла также породила городские легенды среди японских учеников средней школы.